# Cero gravedad (canción)
«Cero gravedad» es una canción de la cantante mexicana Danna Paola, lanzada como sencillo promocional de su álbum de estudio homónimo de 2012. Fue publicada por Universal Music México el 1 de febrero de 2011 como promocional porque se pensó que su material discográfico se estrenaría ese mismo año, sin embargo, el álbum no se publicó hasta en junio de 2012. También se grabó un video musical para la canción.